# Ballai Attila
Ballai Attila (Budapest, 1964. július 6. –) magyar közgazdász, újságíró.

## Élete
A Marx Károly Közgazdaságtudományi Egyetemen végzett 1988-ban, újságírói pályája rögtön a diploma megszerzése után kezdődött az Esti Hírlapnál, majd 1990-től a Pesti Hírlap, 1992-től pedig a Népszava munkatársa lett. 1991-től a Ferencvárosi Torna Club sajtófőnöki tisztségét is betöltötte.
2000-től a Népszava sportrovatának vezetője volt 2004 novemberéig, amikor a rovat egésze (Ballain kívül Deák Zsigmond, Fábik Tibor és Novák Miklós) felállt és kilépett a laptól, hogy a Magyar Nemzethez csatlakozzon (ez utóbbi sportrovatának tagjait közvetlenül ez előtt bocsátották el). 2015 májusában hasonló körülmények közt távoztak a Magyar Nemzettől: az akkor már rovatvezető és lapszerkesztő Ballai Deák Zsigmonddal, Fábik Tiborral, Novák Miklóssal valamint Ch. Gáll Andrással együtt ment át Simicska Lajos 2015-ös interjúsorozata után az akkor még Napi Gazdaság nevet viselő, később Magyar Idők címen megjelent napilaphoz.
2019-től 2020 februárjáig az új Magyar Nemzet főszerkesztője volt. Ezt követően a Közép-Európai Sajtó és Média Alapítvány sportfőigazgatója lett.
Sportújságíróként öt olimpiáról és több tucat világ- és Európa-bajnokságról tudósított.
2000-től a Magyar Kézilabda Szövetség sajtófőnöke, 2017-től pedig kommunikációs igazgatója volt. 2019. február 6-án Gajdics Ottót váltotta a Magyar Időkből Magyar Nemzetté váló napilap főszerkesztői székében.
1991 óta nős, felesége Szarka Éva válogatott kézilabdázó.

## Művei
- Kűkeményen. Kű Lajossal beszélget Ballai Attila; Kairosz, Bp., 2012 (Magyarnak lenni)
- Így lettünk bajnokok. Klasszisaink útja a kezdetektől a felnőtté válásig; többekkel; MediaBook, Bp., 2019

## Díjai
- 1996: Az év újságírója az 1996. évi nyári olimpiai játékok érmet szerzett magyar sportolóinak szavazatai alapján
- 2003: MOB-médiadíj (oklevél)[10]
- 2006: MOB-médiadíj (médiadíj)[11]
- 2010:Az év sportújságírója[12]